# Bistum Puqi
Das Bistum Puqi (lateinisch: Dioecesis Puchivanus) ist ein römisch-katholisches Bistum mit Sitz in Puqi in der Volksrepublik China.

## Geschichte
Papst Pius XI. gründete mit dem Breve Quo christiani die Apostolische Präfektur Puchi am 12. Dezember 1923 aus Gebietsabtretungen des Apostolischen Vikariats Osthubei. Odoric Simon Tcheng OFM gehörte zu den ersten sechs chinesischen Bischöfen, die von Papst Pius XI. in Rom am 28. Oktober 1926 zum Bischof geweiht wurden.
Mit der Apostolischen Konstitution Qui universum wurde sie am 10. Mai 1951 zum Bistum erhoben. Das Bistum blieb für eine lange Zeit ohne Bischof. 

## Ordinarien

### Apostolische Präfekten von Puchi
- Odoric Simon Tcheng OFM (21. März 1924–13. November 1928)
- Joseph Marie Chang (16. April 1929–20. April 1941)
- Joseph Li Tao-nan (23. Februar 1949–10. Mai 1951)

### Bischöfe von Puqi
- Joseph Li Tao-nan (10. Mai 1951–1973)
- Anthony Tu Shi-hua OFM (2001–2017)